# 烏干達駐外機構列表

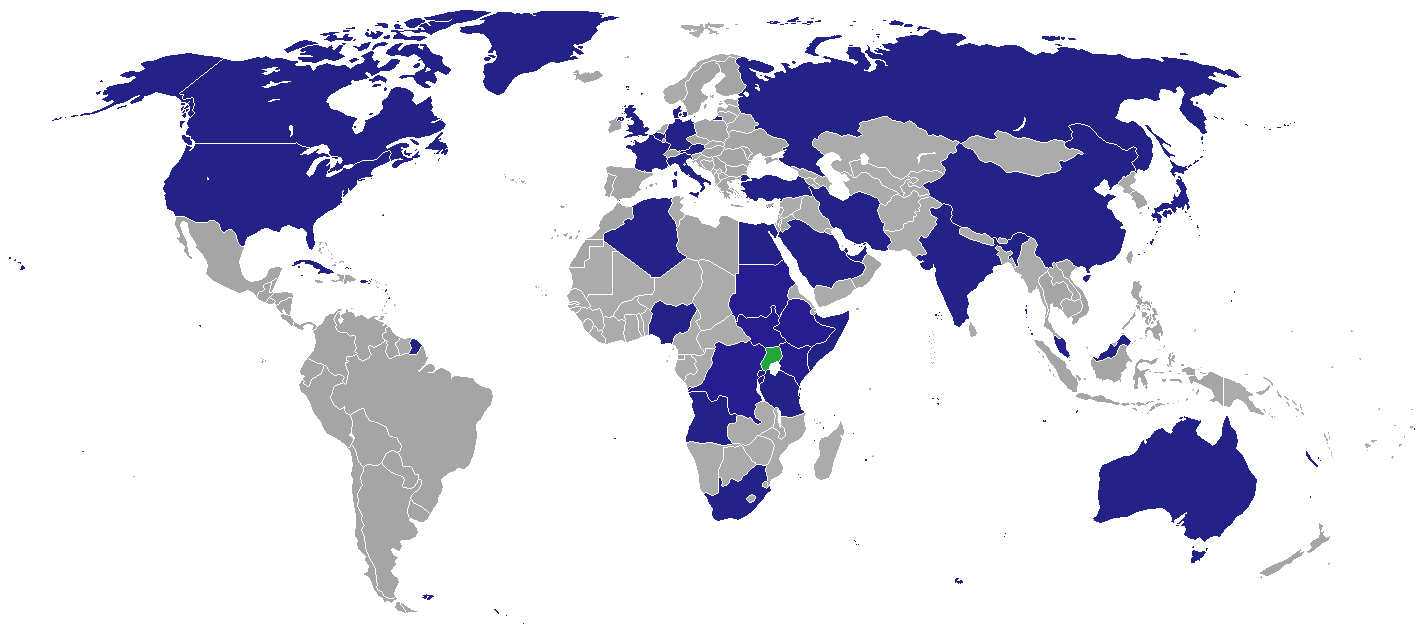
拥有乌干达常驻使领馆的国家一览

以下为非洲东部国家烏干達的駐外機構列表：

## 非洲
- 阿尔及利亚
  - 阿尔及尔（大使馆）[1]
- - 布琼布拉 （大使馆）[2]
- 刚果民主共和国
  - 金沙萨（大使馆）[3]
- 埃及
  - 开罗 （大使馆）[4]
- 衣索比亞
  - 亚的斯亚贝巴 （大使馆）[5]
- - 内罗毕 （大使馆）[6]
  - 蒙巴萨 （领事馆）[7]
- 利比亞
  - 的黎波里 （大使馆）[8]
- 奈及利亞
  - 阿布贾 （高级专员公署）[9]
- 卢旺达
  - 基加利 （高级专员公署）[10]
- - 摩加迪沙 （大使馆）[11]
- 南非
  - 比勒陀利亚 （高级专员公署）[12]
- 南蘇丹
  - 朱巴 （大使馆）[13]
- 苏丹
  - 喀土穆（大使馆）[14]
- 坦桑尼亚
  - 达累斯萨拉姆 （高级专员公署）[15]

## 美洲
- 加拿大
  - 渥太华 （高级专员公署（英语：Ugandan High Commission, Ottawa））[16]
- 美国
  - 华盛顿哥伦比亚特区（大使馆（英语：Embassy of Uganda, Washington, D.C.））[17]

## 亚洲
- 中国
  - 北京 （大使馆）[18]
  - 广州 （总领事馆）[19]
- 印度
  - 新德里 （高级专员公署）[20]
- 伊朗
  - 德黑兰（大使馆）[21]
- 日本
  - 东京都 （大使馆）[22]
- 马来西亚
  - 吉隆坡 （高级专员公署）[23]
- - 多哈 （大使馆）[24]
- 沙烏地阿拉伯
  - 利雅得 （大使馆）[25]
- 土耳其
  - 安卡拉 （大使馆）[26]
- 阿联酋
  - 阿布扎比 （大使馆）[27]

## 欧洲
- 比利时
  - 布鲁塞尔 （大使馆）[28]
- 丹麦
  - 哥本哈根 （大使馆）[29]
- 法國
  - 巴黎 （大使馆）[30]
- 德国
  - 柏林 （大使馆）[31]
- 義大利
  - 罗马 （大使馆）[32]
- 俄羅斯
  - 莫斯科 （大使馆）[33]
- 英国
  - 渥太华 （高级专员公署（英语：Ugandan High Commission, London））[34]

## 大洋洲
- - 堪培拉 （高级专员公署）[35]

## 国际组织
- 非洲联盟
  - 亚的斯亚贝巴（常驻代表团）
- 欧盟
  - 布鲁塞尔 （代表团）
- 联合国
  - 日内瓦 （联合国常驻代表团）[36]
  - 纽约 （联合国常驻代表团）[37]

## 图像

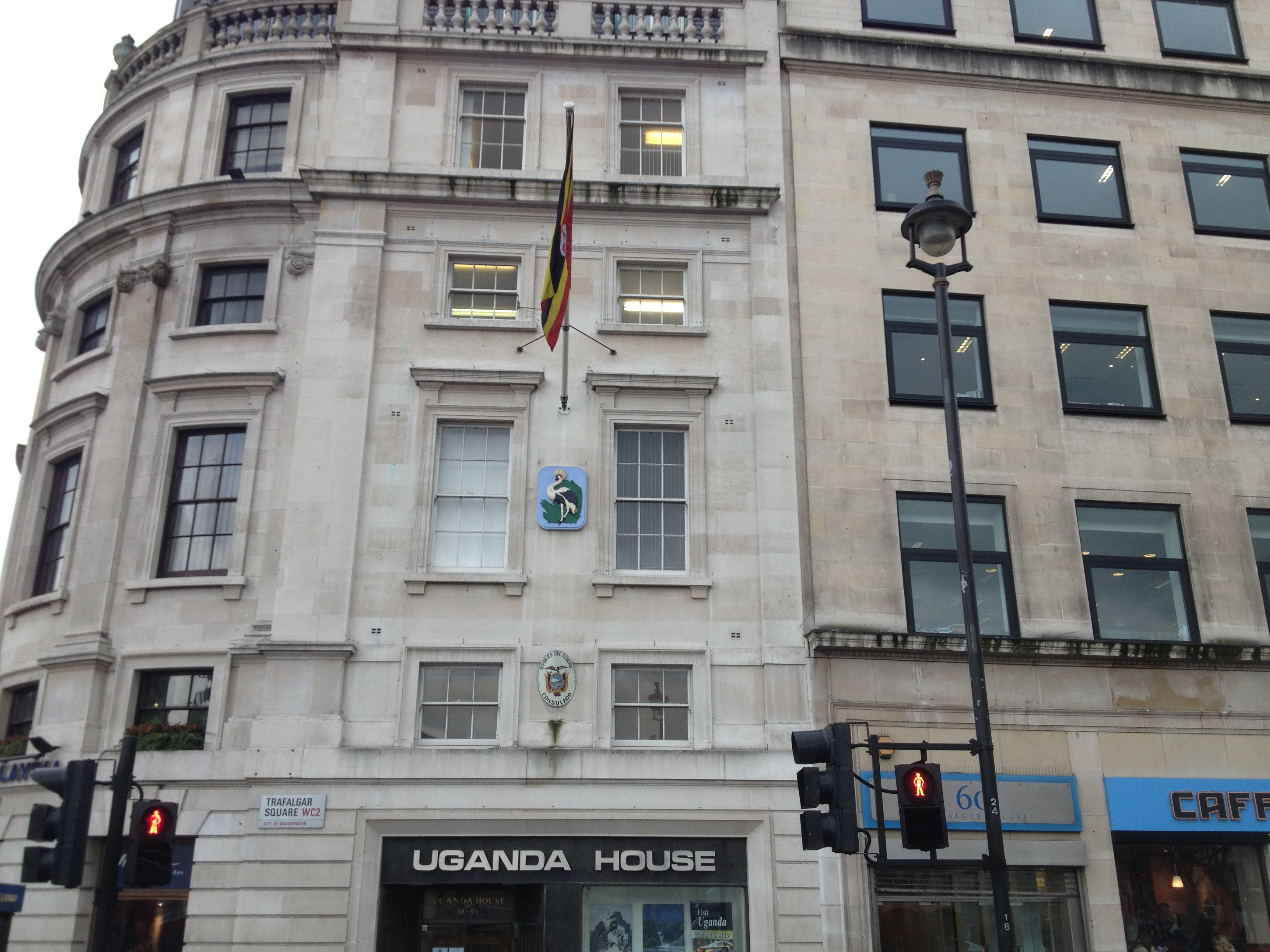
乌干达驻英国高级专员公署
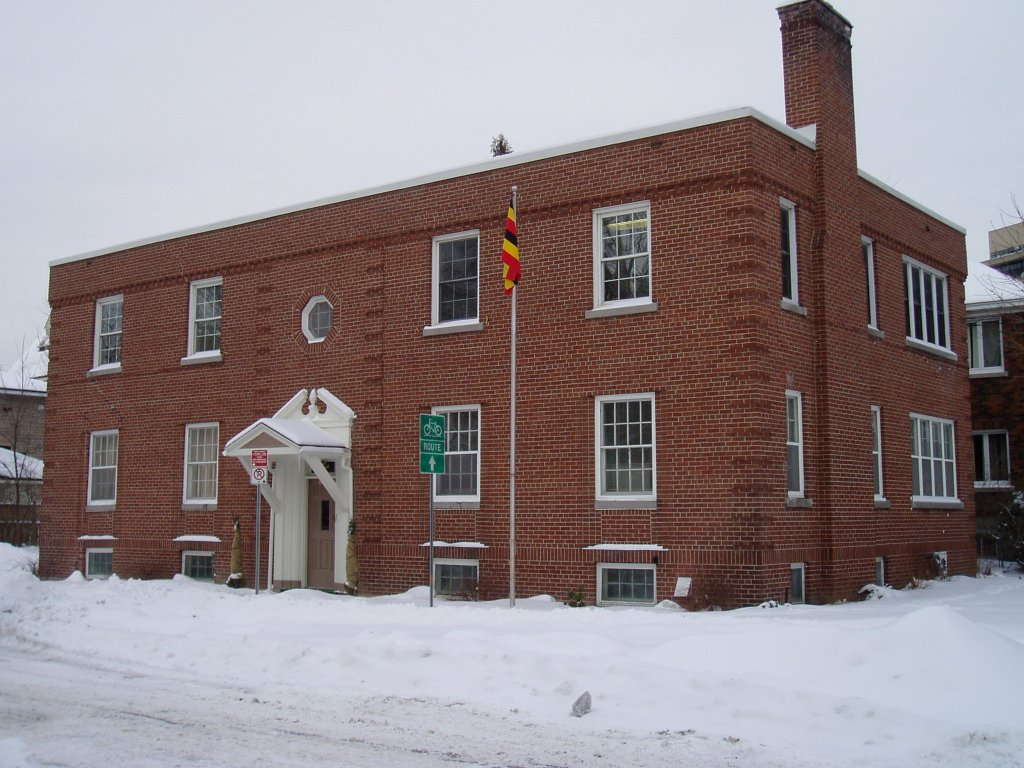
乌干达驻加拿大高级专员公署
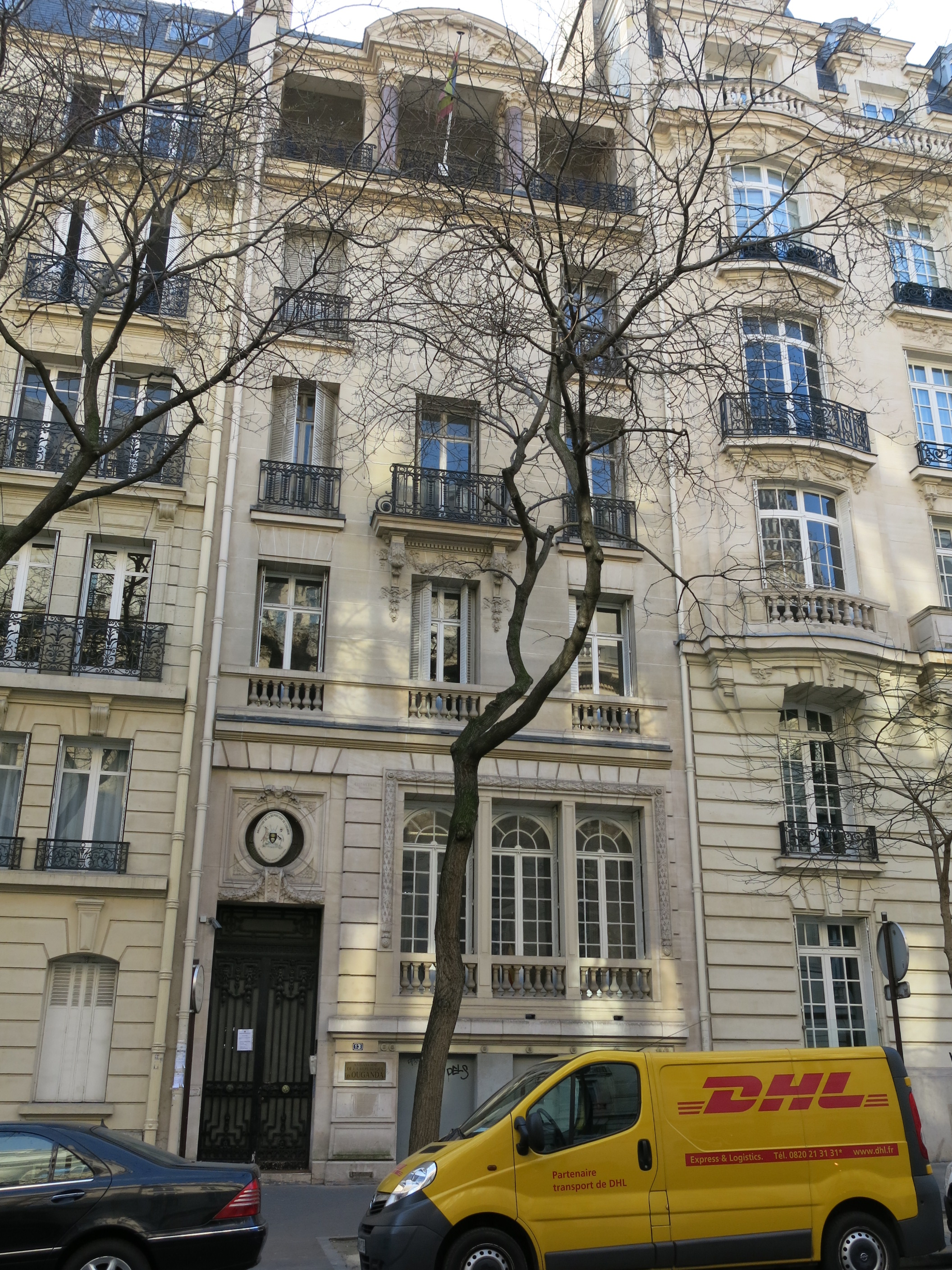
乌干达驻法国大使馆
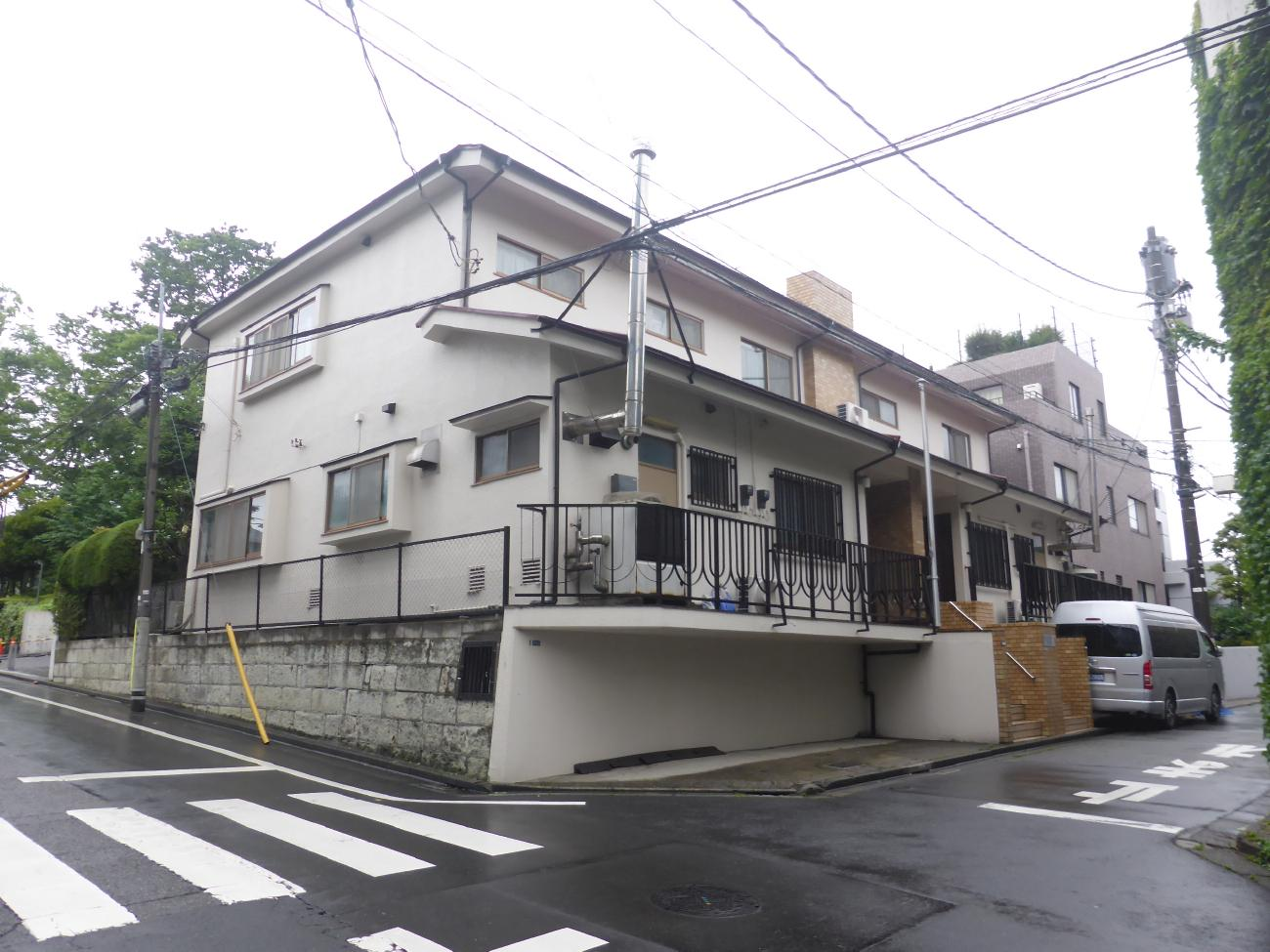
乌干达驻日本大使馆
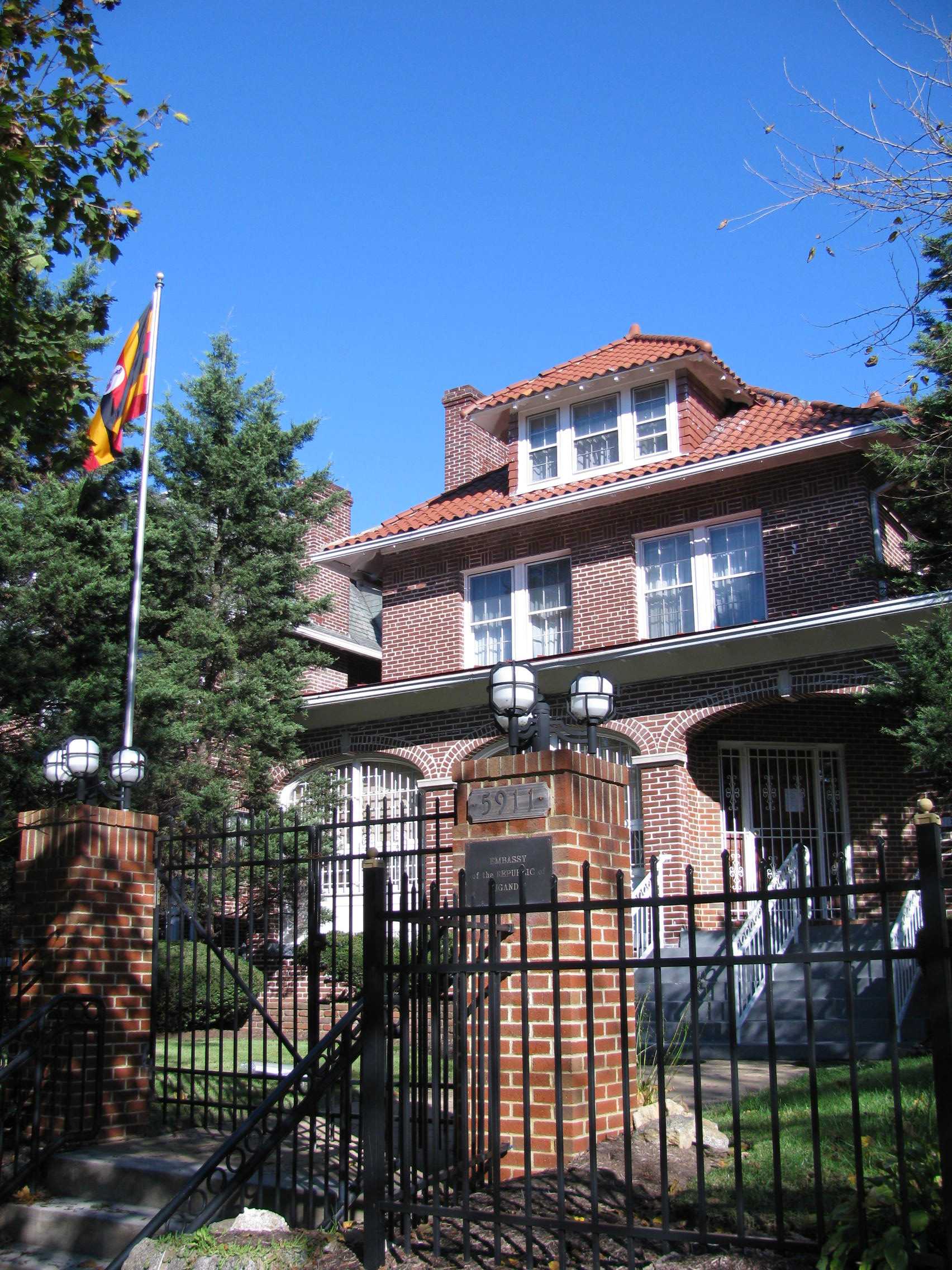
乌干达驻美大使馆